# Edith Cross
Edith Ann Cross (San Francisco, 2 agosto 1907 – San Mateo, 15 luglio 1983) è stata una tennista statunitense.

## Carriera
Ha vinto il Pacific Coast Championships nel 1928 e pochi mesi dopo agli U.S. National Championships ha raggiunto la semifinale in singolare dove è stata sconfitta da Helen Wills e le finali sia nel doppio femminile che nel doppio misto senza riuscire a conquistare il titolo. L'anno successivo è andata a giocare in Europa insieme a Helen Wills, le due ottennero come miglior risultato i quarti di finale sulla terra del Roland Garros, in agosto ha conquistato il punto decisivo per la vittoria degli Stati Uniti in Wightman Cup.
Nel 1930 ha giocato due finali Slam nel doppio femminile ma sia a Wimbledon che agli U.S. National Championships ne esce sconfitta con due partner diversi, riesce invece a conquistare il titolo nel doppio misto in coppia con Wilmer Allison.

## Statistiche

### Finali nei tornei del Grande Slam

#### Doppio

##### Finali perse (3)
| Anno | Torneo                      | Compagna           | Avversarie in finale                 | Punteggio     |
| 1928 | U.S. National Championships | Anna McCune Harper | Hazel Hotchkiss Wightman Helen Wills | 2–6, 2–6      |
| 1930 | Torneo di Wimbledon         | Sarah Palfrey      | Helen Wills Elizabeth Ryan           | 2–6, 7–9      |
| 1930 | U.S. National Championships | Anna McCune Harper | Betty Nuthall Sarah Palfrey          | 6–3, 3–6, 5–7 |

#### Doppio misto

##### Vittorie (1)
| Anno | Torneo                      | Compagno       | Avversari in finale            | Punteggio |
| 1930 | U.S. National Championships | Wilmer Allison | Marjorie Morrill Frank Shields | 6–4, 6–4  |

##### Finali perse (1)
| Anno | Torneo                      | Compagno | Avversari in finale     | Punteggio |
| 1928 | U.S. National Championships | Gar Moon | Helen Wills John Hawkes | 1–6, 3–6  |